# Terrible Teddy, the Grizzly King
Terrible Teddy, the Grizzly King è un cortometraggio muto del 1901 diretto da Edwin S. Porter. È una parodia delle decantate capacità venatorie di Theodore Roosevelt, eroe della guerra ispano-americana a Cuba e da poco eletto vice-presidente degli Stati Uniti.

## Trama
Una battuta di caccia di Theodore Roosevelt tra le montagne del Colorado, con al seguito fotografo e addetto stampa che devono immortalare le prodezze del cacciatore. Stando a stento in piedi, Teddy ruzzola  nella neve. Poi, messosi in posa davanti all'obbiettivo, spara a un gatto che esibisce come un trofeo. La caccia è finita e Teddy, a cavallo, lascia i boschi soddisfatto.

## Produzione
Il film fu prodotto dalla Edison Manufacturing Company.

## Distribuzione
Distribuito dalla Edison Manufacturing Company, il film - un cortometraggio di un minuto - uscì nelle sale cinematografiche degli Stati Uniti il 23 febbraio 1901. Il filmato, ancora esistente, è stato riversato in VHS e in DVD, commercializzato dalla Classic Video Streams, dalla Grapevine e dalla Nostalgia Family Video.